# 沼生茴芹
沼生茴芹（学名： H. Boissieu）为伞形科茴芹属的植物，是中国的特有植物。分布于中国大陆的四川、湖北等地，生长于海拔1,300米至1,600米的地区，常生于林下和草地上，目前尚未由人工引种栽培。
茎下部叶有柄，长7一10厘米：叶片三出式2—3回羽状分裂，末回裂片卵状披针形或披针形，长1—2厘米，宽0．5—1厘米，基部楔形，全缘，上半部有锯齿，叶脉上有柔毛；茎中、上部叶与茎下部叶同形，较小，无柄或有短柄。